# ビーディ・アイ
ビーディ・アイ (Beady Eye) は、イギリスのロックバンド。2009年にロンドンにてオアシスの元メンバーによって結成された。2014年解散。

## 来歴
2009年8月28日、オアシスのリーダーであるノエル・ギャラガーが脱退し、メインソングライターを失ったオアシスは解散した。そのため、ノエルの弟でボーカリストのリアム・ギャラガーはオアシスの残ったメンバーであるギタリストのゲム・アーチャー、ベーシストのアンディ・ベル（ビーディ・アイではギタリストへ回帰）、ドラマーのクリス・シャーロックとの4人、すなわちノエル以外の全員で「ビーディ・アイ」を結成し、ベーシストにジェフ・ウートンを加えて新しいバンドとして再出発した。オアシスの曲はほとんどノエルが作っていたが、ビーティ・アイではアンディ、ゲム、リアムの3人で曲を作っている。
2009年11月にレコーディングを開始し、2010年11月に彼らのデビューシングルをリリースすることを発表した。
2010年7月、サンデー・タイムズ上のインタビューで、リアムは「オアシスよりもビッグになるぜ」と述べ、加えてノエルについて「あいつはあっという間にすぐに這い戻ってくるだろうな」と述べた。また、アルバムは大半が完成しており、メンバーそれぞれが4曲を書いたと述べた。
2010年11月10日、公式サイトにてデビュー・アルバムからの新曲「ブリング・ザ・ライト」(Bring the Light)の無料ダウンロードが開始され、YouTube公式ページでも公開された。初日だけで35万回以上ものダウンロード・再生数に達した。
2011年2月、スティーヴ・リリーホワイトによるプロデュースのデビュー・アルバム『ディファレント・ギア、スティル・スピーディング』(Different Gear, Still Speeding)が日本先行でリリースされた。オリコン週間アルバムチャートにて5位、全英チャートでは3位を記録した。
同年4月、リアムの呼びかけで、東日本大震災による被災地復興ライブ「JAPAN DISASTER BENEFIT」をロンドン・ブリクストン・アカデミーで行う。ザ・コーラル、グレアム・コクソン、ポール・ウェラー、ケリー・ジョーンズ、プライマル・スクリーム、リチャード・アシュクロフトと共に参加。
同年8月、サマーソニックに出演。ビーディ・アイとしては初の来日。その2週間後に単独での来日公演を果たす。
2012年、フジロック・フェスティバルに出演。グリーン・ステージの準ヘッドライナーを務める。同年8月12日、ロンドンオリンピックの閉会式に出演し、オアシスの曲「ワンダーウォール」(Wonderwall)を演奏した。
2013年3月、ジェフ・ウートンが離脱。新たにジェイ・メーラーが加入。6月、アルバム「ビー」(BE)を発売。イギリスでは2位、日本のオリコン洋楽チャートでは2連続で1位を記録する。同月にはグラストンベリー・フェスティバルに出演。
8月、自宅の階段から落ち、頭蓋骨骨折と診断されたゲムの怪我により、ベルギーのローケレン・フェスティヴァル、サマーソニック、V・フェスティバルの公演をキャンセル。また、サマーソニックの前夜祭である「NANIWA SONIC」は中止になった。
10月、ザ・シャーラタンズのジョン・ブルックスの追悼コンサートに出演。ゲムの代わりに元オアシスのボーンヘッドが参加。「リヴ・フォーエヴァー」（live forever）、「コロンビア」（Colombia）と言ったオアシスの曲を演奏した。
2014年3月、横浜アリーナ、Zepp Osakaで来日公演。同年10月、リアムとアンディがTwitterにて解散を発表した。
その後、リアムは沈黙期間を経てソロデビュー(ジェイと前述のボーンヘッドはリアムのツアーメンバーとなる)、ゲムとクリスはオアシス脱退後にノエルが結成したバンドのハイ・フライング・バーズへ加入、アンディは再結成したライドへ戻っていった。

## メンバー
公式メンバー
- リアム・ギャラガー (Liam Gallagher) - ボーカル
- ゲム・アーチャー (Gem Archer) - ギター
- アンディ・ベル (Andy Bell) - ギター
- クリス・シャーロック (Chris Sharrock) - ドラムス
- ジェイ・メーラー (Jay Mehler) - ベース （2013年-2014年）[16]

ライブメンバー
- ジェイ・シャーロック (Jay Sharrock) - ドラムス （クリス・シャーロックの息子）
- マット・ジョーンズ (Matt Jones ) - キーボード
- ジェフ・ウートン (Jeff Wootton ) - ベース[17]（2009年-2013年）

## ディスコグラフィー

### スタジオ・アルバム
- 2011年2月28日 ※日本盤2月23日

ディファレント・ギア、スティル・スピーディング (Different Gear, Still Speeding)
- 2013年6月10日 ※日本盤6月5日

ビー (BE)

### シングル
| 年     | 発売日   | タイトル                                       | 備考                                                            |
| ------ | -------- | ---------------------------------------------- | --------------------------------------------------------------- |
| 2010年 | 11月10日 | ブリング・ザ・ライト (Bring The Light)         | 全英61位                                                        |
| 2011年 | 1月17日  | フォー・レター・ワード (Four Letter Word)      |                                                                 |
| 2011年 | 1月23日  | ザ・ローラー (The Roller)                      | 全英31位                                                        |
| 2011年 | 4月4日   | アクロス・ザ・ユニバース (Across The Universe) | ビートルズのカヴァー。 東日本大震災復興支援チャリティーシングル |
| 2011年 | 5月2日   | ミリオネア (Millionaire)                       | 全英71位                                                        |
| 2011年 | 7月11日  | ザ・ビート・ゴーズ・オン (The Beat Goes On)    | 全英64位                                                        |

## 日本公演
2011年
- 8月 - SUMMER SONIC 2011（13日 東京、14日 大阪）
- 9月 - BEADY EYE Japan tour 2011（5日・11日・12日 Zepp Tokyo、6日 Zepp Nagoya、8日 Zepp Osaka）[18]

2012年
- 7月27日 - FUJI ROCK FESTIVAL'12（苗場スキー場）

2013年
- 8月 - NANIWA SONIC 大阪、舞州アリーナ  SUMMER SONIC 2013 千葉、幕張メッセ→ゲムの怪我により中止

2014年
- 3月26日 - 横浜アリーナ  3月27日 - Zepp Osaka